# Пизис, Филиппо де
Филиппо де Пизис, собственно Луиджи Филиппо Тибертелли (итал. Filippo de Pisis, Luigi Filippo Tibertelli, 11 мая 1896, Феррара — 2 апреля 1956, Милан) — итальянский живописец, график, писатель

, близкий к школе метафизической живописи.

## Биография

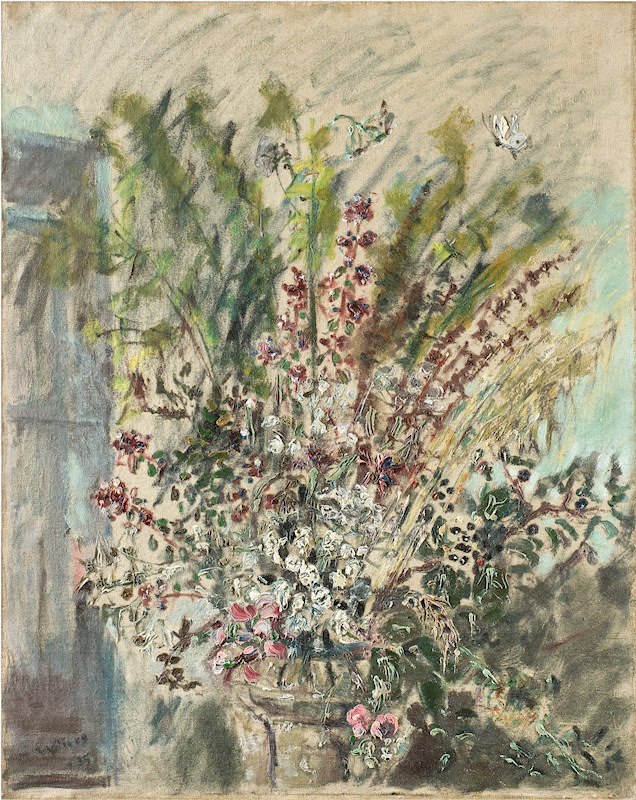
Филиппо де Пизис. Полевые цветы, 1953

Луиджи Филиппо Тибертелли родился в Ферраре в 1896 году. С 1914 года учился в Болонском университете, где изучал литературу и философию. Дебютировал книгой стихов в 1916. Познакомился с де Кирико, Альберто Савинио, Карло Карра. В 1919 переехал в Рим, начал рисовать. Опубликовал эссеистическую книгу Город ста чудес (1923). Отличался эксцентричностью, вел причудливую жизнь в Риме, Париже (1925—1939), Лондоне, Венеции (где держал двух личных гондольеров). Первая персональная выставка состоялась в парижской галерее Весна священная (1926). В Лондоне познакомился с Ванессой Белл и Дунканом Грантом. С началом Второй мировой войны стал испытывать приступы невроза, мешавшие работать. Несколько раз оказывался в психиатрической клинике. Дважды выставлялся на Венецианской биеннале: один раз при его жизни и один посмертно, на первой и третьей кассельских выставках documenta. Скончался после долгой болезни в 1956 году в Милане. Де Пизис провёл свою жизнь в Риме, Париже и Венеции.

## Творчество
Пизису принадлежат портреты, пейзажи, натюрморты, изображения обнажённой натуры.

## Наследие

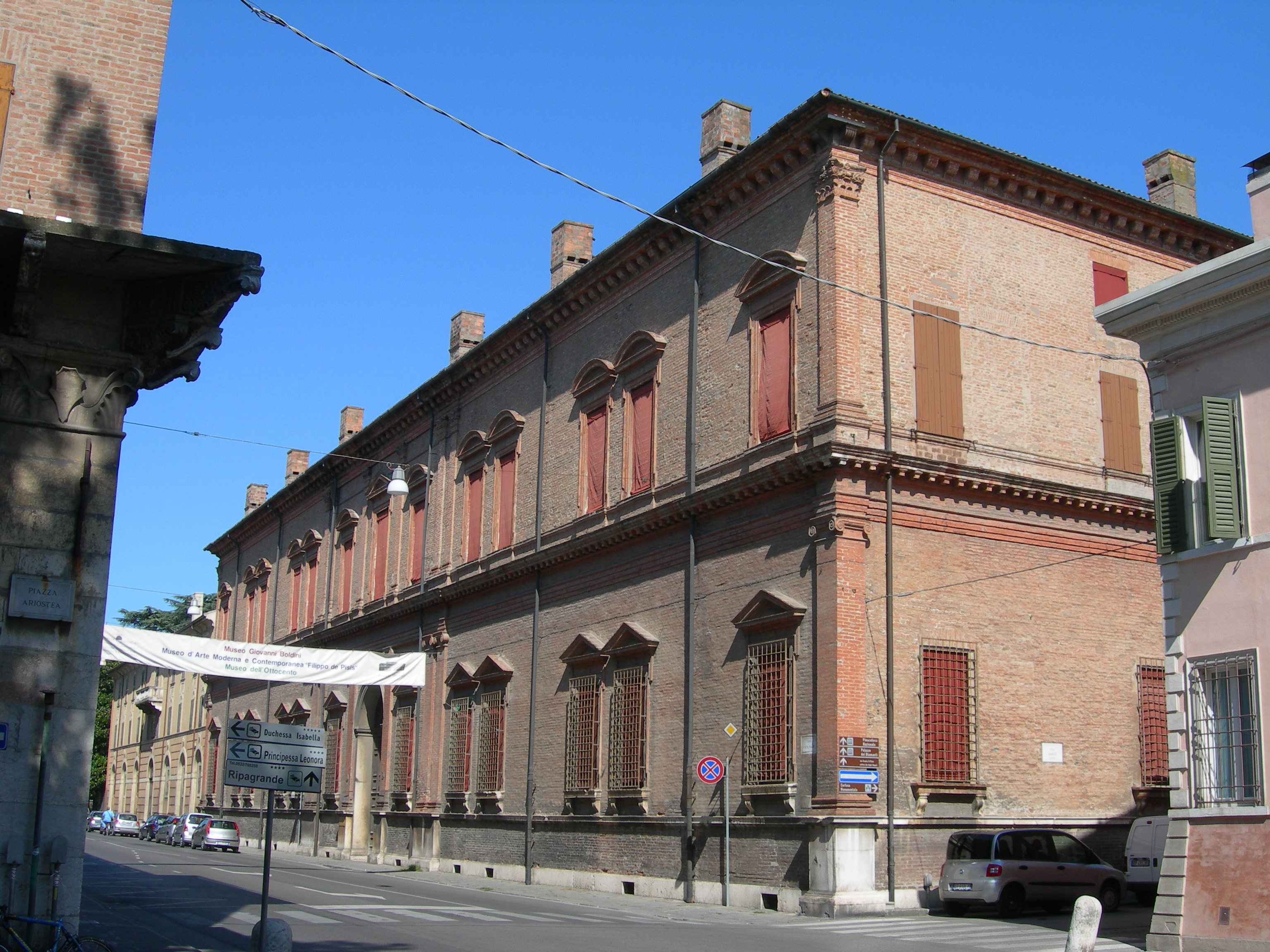
Дворец Массари в Ферраре, где расположен музей Филиппо де Пизиса

Помимо итальянских музеев, произведения Пизиса представлены в музеях Великобритании, Бразилии, США. В России одна картина де Пизиса имеется в Государственном Эрмитаже.